# Laufey Sigurðardóttir
Laufey Sigurðardóttir (ur. 27 stycznia 1963 w Akureyri) – islandzka piłkarka, grająca na pozycji napastnika, reprezentantka Islandii.

## Kariera piłkarska

### Kariera klubowa
w 1973 roku rozpoczęła swoją karierę zawodową w klubie ÍA. Latem 1985 przeniosła się do Niemiec, gdzie potem broniła barw SV Bergisch Gladbach 09. Na początku 1987 wróciła do ojczyzny, gdzie znów została zawodniczką ÍA. Sezon 1988 spędziła w szwedzkim Stjarnan. Potem do 2003 występowała w ÍA i Stjarnan.

### Kariera reprezentacyjna
W latach 1994–2003 rozegrała w seniorskiej kadrze narodowej łącznie 18 meczów.

## Sukcesy i odznaczenia

### Sukcesy klubowe
ÍA
- mistrz Islandii: 1984, 1985, 1987
- zdobywca Pucharu Islandii: 1991

SV Bergisch Gladbach 09
- finalista Pucharu Niemiec: 2016

### Sukcesy indywidualne
- królowa strzelców mistrzostw Islandii: 1983, 1991
- najlepsza piłkarka roku w Islandzkiej 1. deild: 1991